# Municipio de Harrison (condado de Nemaha)
El municipio de Harrison (en inglés: Harrison Township) es un municipio ubicado en el condado de Nemaha en el estado estadounidense de Kansas. En el año 2010 tenía una población de 307 habitantes y una densidad poblacional de 3,29 personas por km².

## Geografía
El municipio de Harrison se encuentra ubicado en las coordenadas 39°41′44″N 95°57′18″O / 39.69556, -95.95500. Según la Oficina del Censo de los Estados Unidos, el municipio tiene una superficie total de 93.3 km², de la cual 93,1 km² corresponden a tierra firme y (0,21 %) 0,2 km² es agua.

## Demografía
Según el censo de 2010, había 307 personas residiendo en el municipio de Harrison. La densidad de población era de 3,29 hab./km². De los 307 habitantes, el municipio de Harrison estaba compuesto por el 95,44 % blancos, el 0,65 % eran amerindios, el 0,33 % eran asiáticos y el 3,58 % eran de una mezcla de razas. Del total de la población el 0,33 % eran hispanos o latinos de cualquier raza.